# Young Dracula
Young Dracula est une série télévisée britannique créée par Danny Robins et Dan Testell et diffusée du 21 septembre 2006 au 31 mars 2014 sur CBBC.
En France, la série a été diffusée entre le 11 avril 2009 et le 11 juillet 2009 sur Orange Ciné Happy, puis rediffusée en 2016 sur Gong. Néanmoins, elle reste inédite dans les autres pays francophones.

## Synopsis
À la suite de soucis avec des paysans locaux, la famille Dracula doit fuir la Transylvanie pour se réfugier dans le petit village de Stokey, en Angleterre.
La série est une libre adaptation du livre pour enfant Young Dracula de Michael Lawrence.

## Distribution
- Gerran Howell (en) (VF : Thomas Sagols) : Vladimir « Vlad » Dracula
- Keith-Lee Castle (en) (VF : Jérôme Keen) : Comte Dracula
- Clare Thomas (en) (VF : Chloé Berthier) : Ingrid Dracula
- Simon Ludders (VF : Patrice Dozier) : Renfield
- Terry Haywood (VF : Gwenaël Sommier) : Jonathan « Jonno » Van Helsing (saisons 1 à 4)
- Andy Bradshaw (VF : Jacques Orth) : voix de Zoltan (saisons 1 à 3)
- Craig Roberts (VF : Olivier Podesta) : Robin Branagh (saisons 1 et 2)
- Lucy Borja-Edwards (VF : Geneviève Doang) : Chloe Branagh (saisons 1 et 2)
- Terence Maynard (VF : Jean-Paul Pitolin) : Van Helsing (saisons 1 et 2)
- Jo-Anne Knowles (en) : Mina Van Helsing (saisons 2 à 4)
- Lorenzo Rodriguez : Wolfie (saisons 3 et 4)
- Letty Butler : Miss Alex McCauley (saisons 3 et 4)
- Luke Bridgeman (VF : Vincent Barazzoni) : Paul Branagh
- Ben McGregor (VF : Thomas Guitard) : Ian Branagh
- Aneirin Hughes (en) (VF : Jean-François Kopf) : Graham Branagh
- Beth Robert (VF : Élisabeth Fargeot) : Elizabeth Branagh
- Philip Brodie (VF : Thierry Buisson) : Ivan et Harvey Dracula

## Épisodes

### Première saison (2006)
1. Étrange étranger (When You're A Stranger)
2. Éduca... tombe (Dead-Ucation)
3. Maman est de retour (Mummy Returns)
4. La télé à tuer le temps (Slaytime TV)
5. Tel père, tel fils (Like Father, Like Son)
6. Rage de dents (Toothache)
7. Question de vie aux échecs ! (A Matter of Life and Chess)
8. Liens de sang (Blood Relations)
9. Venez dormir chez moi (The Sleepover)
10. Sport « saignant » (Blood Sport)
11. Fêtes des Pères ! (Father's Day)
12. Hurleween (Halloscream)
13. Examens de sang (The Blood Test)
14. Compte à recours (Countdown)

### Deuxième saison (2007-2008)
1. Piégeurs piégés (Kidnipped)
2. Les américains débarquent (The Yanks Are Coming)
3. Miroir, miroir (Mirror, Mirror)
4. Reflet néfaste (Bad Reflection)
5. Papa réapparaît (Dad's Back)
6. Bébé Dracula (Baby Dracula)
7. Insomnie (Insomnia)
8. Morsure (Love Bites)
9. Échange de corps (Bodyswap)
10. 16 ans : le bel âge ! (Sweet Sixteen)
11. Éclipse (Eclipse)
12. Sale temps pour les vampires (When Vampires Go Bad)
13. L'élu (The Chosen One)

### Troisième saison (2011)
1. Cache-cache (Hide and Seek)
2. titre français inconnu (The Enemy Within)
3. titre français inconnu (Faustian Slip)
4. titre français inconnu (Fangs for the Memories)
5. titre français inconnu (Carpathian Feast)
6. titre français inconnu (Blood Thief)
7. titre français inconnu (Bad to the Bones)
8. titre français inconnu (Bad Vlad)
9. titre français inconnu (Therapy)
10. titre français inconnu (The Return)
11. titre français inconnu (Hit Chicks)
12. titre français inconnu (Blood Loyalties)
13. titre français inconnu (All for One)

### Quatrième saison (2012)
1. titre français inconnu (The Good, The Bad and The Undead)
2. titre français inconnu (Revamped)
3. titre français inconnu (Storm in a Blood Cup)
4. titre français inconnu (The Crown of Ludlaw Erant)
5. titre français inconnu (Murderer in the Midst)
6. titre français inconnu (Bloodbound)
7. titre français inconnu (Do The Bite Thing)
8. titre français inconnu (Loyalty's for Breathers)
9. titre français inconnu (Sun and Heir)
10. titre français inconnu (Whatever It Takes)
11. titre français inconnu (Bootiful Breathers)
12. titre français inconnu (Cuckoo in the Nest)
13. titre français inconnu (Kiss of Death)

### Cinquième saison (2014)
1. titre français inconnu (Fight or Flight)
2. titre français inconnu (Who's the Daddy?)
3. titre français inconnu (Flesh and Blood)
4. titre français inconnu (One Bitten, Twice Shy)
5. titre français inconnu (Warning Shadows)
6. titre français inconnu (The Enemy Within)
7. titre français inconnu (Nemesis Rising)
8. titre français inconnu (Open House)
9. titre français inconnu (The Bodyguard)
10. titre français inconnu (Blood Match)
11. titre français inconnu (Bite Me)
12. titre français inconnu (The Darkest Hour Part 1)
13. titre français inconnu (The Darkest Hour Part 2)

## Distinctions

### Nominations
En 2008, la série a été nommée aux BAFTA Children's Drama Award.